# 西单大悦城
39°54′34″N 116°22′01″E / 39.909534°N 116.367003°E

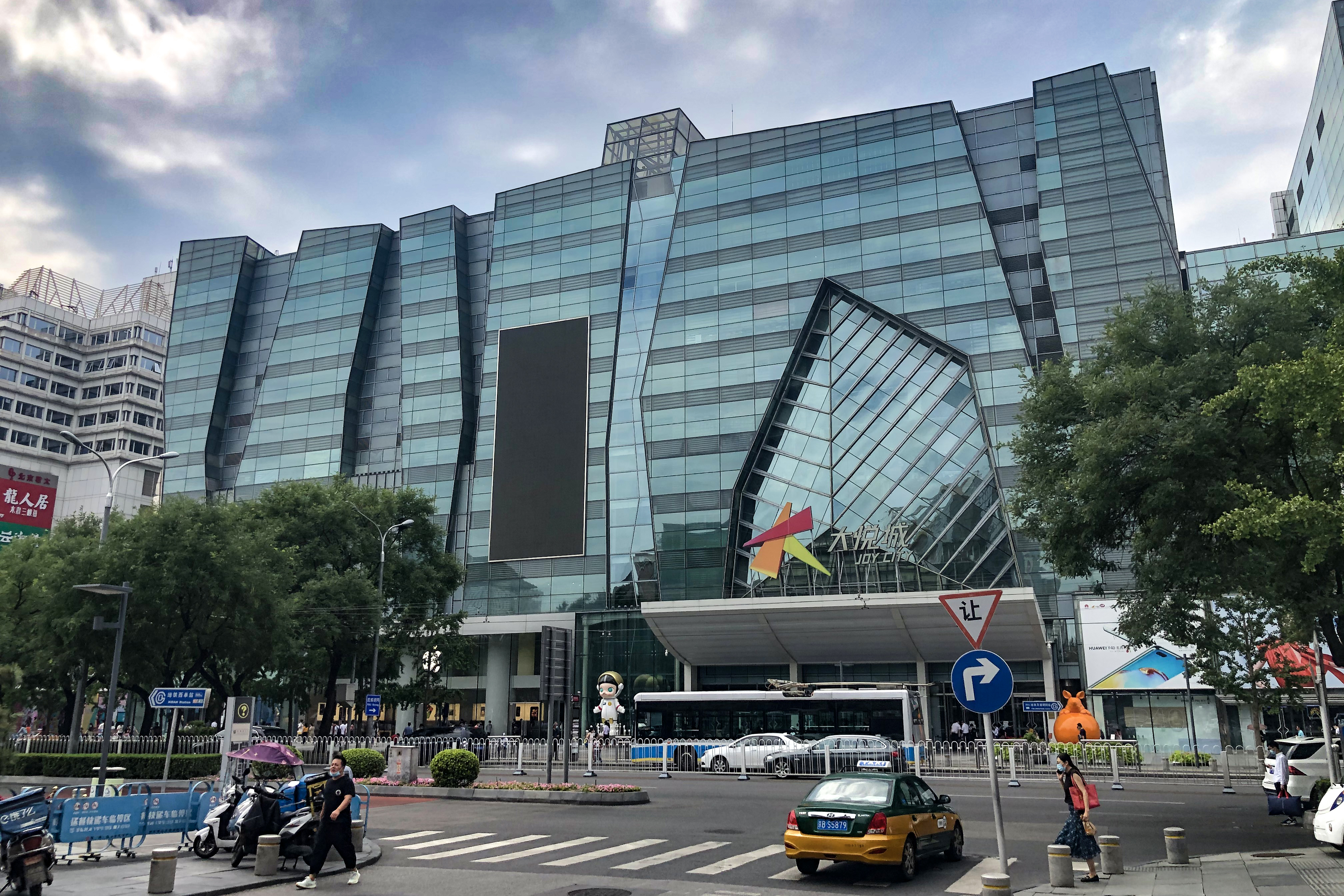
西单大悦城正面

西单大悦城，位于北京市西城区西单北大街甲131号，是中粮集团旗下的大型综合性商场。

## 历史
2007年12月28日，西单大悦城开业。这是中粮集团商业地产的首个项目，理念为“源于西单、高于西单、引领西单”。西单大悦城定位为城市综合体商业模式。开业后最初五年多，销售业绩平均每年递增40%以上，单日最高人流量22万人次、单日最高销售额将近3000万元。但是2015年出现销售与客流增长趋缓。2016年，西单大悦城对50%的品牌换血，同时对优秀品牌提出“独有定制”的概念。2017年继续调整，建设了国际化妆品专区，并推出查特花园（Chat Garden）、样街（Young Street）两个主题街区。一层有一部大型扶梯可直达六层，开业当时为亚洲最长。2018年2月11日河南省西华县人朱某某（男，35岁）在商场内持械行凶，致13人（3男10女）受伤，一女子抢救无效死亡。朱某某当场被警方抓获。

## 设计与营运
西单大悦城共有13个楼层，每层都有自己的主题。第十层是首都电影院西单大悦城店，2008年开业。